# Šebrov-Kateřina
Obec Šebrov-Kateřina se nachází v okrese Blansko v Jihomoravském kraji, zhruba 4 až 5 km jihozápadně od Blanska. Žije zde 830 obyvatel.

## Historie
První písemná zmínka o vsi Šebrov (Schebraw) pochází z roku 1378. Název je odvozen od osobního jména Všebor, původní podoba tedy byla Všeborov.Šebrov spadal částečně pod panství kuřimské a částečně pod panství blanenské. V roce 1960 byly sousedící obce Šebrov a Kateřina spojeny a vznikla dnešní obec Šebrov-Kateřina.

## Pamětihodnosti
- Kostel svaté Kateřiny v místní části Svatá Kateřina

## Osobnosti
- Emil Pirchan starší (1844–1928), malíř

## Části obce
- Svatá Kateřina
- Šebrov